# 亞米
亞米，是所羅門七十二柱魔神中排第58位的魔神。被認為是 
遠古傳說形容魔神亞米（Amy）是一個偉大的統領，據說地位是大議長、大總督。相傳在死者世界哈迪斯(Hades，希臘神話的冥界之神、也指地府)時全身為火焰包裏的男性人型形態，被召喚至地上時則會順應召換者的希望化為秀麗人類，被認為是地獄之火的擬人化，常被視為與火相關。是司掌占星術的惡魔，能將別人生命相轉交换他人生命之能力。亞米不僅能給人占星術的知識，尚能給予人學問和忠僕。為統帥36個軍團的指揮官，統率墮落的能天使。他是希望回到天國的惡魔之一，抱持著墮天20萬年後就可回到天界的想法。